# Zaglossus attenboroughi
Espèce
Statut de conservation UICN

 CR  : 
En danger critique
Statut CITES
Zaglossus attenboroughi ou échidné à nez long d'Attenborough est une espèce d'échidnés du genre Zaglossus, endémique de la province indonésienne de Papouasie, dans la partie occidentale de l'île de Nouvelle-Guinée.
Un seul spécimen mâle incomplet de l'espèce a été collecté en 1961 à 1 600 mètres d'altitude dans une forêt tropicale humide sur le mont Berg Bera dans les monts Cyclope jusqu'à une observation en 2023, dans laquelle l'animal a été observé dans son milieu naturel par une expédition scientifique.
Décrite par le mammalogiste Tim Flannery et l'anthropologue Colin Groves en 1998, l'espèce a depuis été considérée comme éteinte. Toutefois, en 2007, des indices indirects ont suggéré que certains individus survivraient encore sur le mont  Berg Bera mais leur nombre reste inconnu et la superficie de son habitat ne dépasserait pas 100 km2. À cet égard, l'Union internationale pour la conservation de la nature la considère comme une « espèce en danger critique d'extinction » (CR) et l'a intégrée à une liste des 100 espèces les plus menacées au monde en septembre 2012.

## Taxonomie

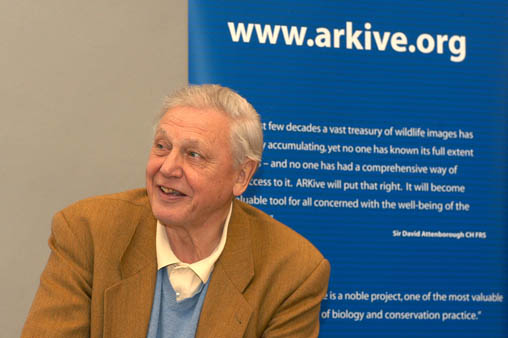
Le naturaliste britannique David Attenborough en l'honneur duquel l'espèce Zaglossus attenboroughi a été nommée.

Son nom spécifique, attenboroughi, fait honneur au naturaliste et réalisateur David Attenborough.

## Description
Zaglossus attenboroughi serait la plus petite espèce du genre auquel elle appartient, et serait proche en taille de Tachyglossus aculeatus de la même famille, et pèserait entre 5 et 10 kilos. Le mâle serait plus gros que la femelle et pourrait être différencié par la présence de sortes d'éperons ou d'ergots sur les pattes inférieures.

## Répartition et habitat

### Répartition

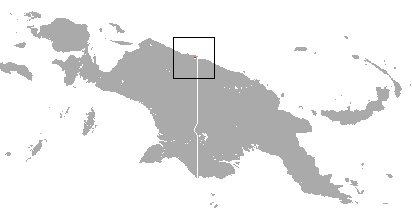
Aire de répartition de Zaglossus attenboroughi sur l'île de Nouvelle-Guinée

Si l'espèce n'a été collectée que sur un seul mont, le Berg Rara dans les monts Cyclope, son aire de distribution pourrait être plus grande. Si on considère la taille de l'animal, plutôt grande, la densité de population de l'espèce devrait être très basse ce qui implique une aire de répartition bien supérieure aux conclusions des observations anciennes ou récentes. Bien qu'aucun spécimen n'ait été découvert dans l'étendue montagneuse voisine de Torricelli, des fossiles ont été enregistrés à Bewani. On pourrait également le trouver dans la zone de Foja qui n'a pas bénéficié d'une attention particulière, comme toute cette zone de Nouvelle-Guinée en général. En 2007, une expédition a collecté des preuves d'activité de l'espèce (trous et terriers récents) qui s'ajoutent aux témoignages d'observation de l'espèce par des habitants de la région. Toutefois, cette expédition n'a pu collecter ou observer qu'un seul spécimen de l'espèce tout en concluant que l'espèce pourrait être trouvée à une altitude bien inférieure à ce qu'elle était considérée jusqu'alors, soit entre 166 et 1 600 mètres d'altitude.
Des pièges photographiques installés dans les monts Cyclope en 2022 et 2023 ont prouvé la survie de l'espèce.

### Habitat
L'habitat type de l'espèce serait la montagne tropicale humide, et on la trouverait de 170 à 1 600 mètres d'altitude environ.

## Comportement
L'absence d'étude complète en milieu naturel de l'espèce empêche de connaître le détail de son comportement, qu'il soit social, alimentaire et reproductif. Seules des suggestions élaborées par l'étude des autres espèces d'échidnés peuvent être effectuées. Ainsi, Zaglossus attenboroughi serait plutôt nocturne et creuserait des terriers pour nicher et des trous pour chercher sa nourriture.

### Alimentation
L'animal se nourrirait principalement de vers de terre

### Reproduction
Les échidnés sont peu sociaux et Zaglossus attenboroughi pourrait avoir un comportement proche des espèces d'échidnés mieux étudiées : une seule phase d'accouplement par an, plutôt en juillet. La femelle pondrait ses œufs huit jours après l'accouplement, et les juvéniles resteraient dans la poche de la femelle pendant huit semaines environ ou jusqu'à ce que le développement de leurs aiguilles les fasse quitter la poche.

## Zaglossus attenboroughiet l'Homme

### Chasse et déforestation
L'espèce a été considérée comme éteinte dès 1900 et la collecte d'un individu incomplet en 1961 a permis de l'étudier davantage. Celle-ci reste menacée par la chasse par les populations locales qui l'utilisaient lors de conclusions d'alliances[réf. nécessaire]. Des efforts de sensibilisation ont été faits pour qu'ils ne chassent plus cette espèce, en supposant qu'elle n'ait pas déjà disparu[réf. nécessaire]. L'espèce est également menacée par la destruction de son habitat et la déforestation ainsi que par l'augmentation des surfaces agricoles.

### Menaces
Zaglossus attenboroughi est considérée comme en danger critique d'extinction par l'Union internationale pour la conservation de la nature (UICN) et est considérée comme l'une des cent espèces les plus menacées dans le rapport Worthless or Priceless présenté le 11 septembre 2012 par la Commission de sauvegarde des espèces (CSE) de l'UICN et la Société zoologique de Londres (ZSL) au cours du congrès mondial de la nature de l’UICN en Corée.